# Turisti per caso
Turisti per caso è una serie di trasmissioni televisive ideate dal duo Patrizio Roversi e Syusy Blady, in onda sulle reti Rai nel 1991 e dal 1994 al 2001 e nel 2006. Nel corso degli anni il titolo, ispirato al film Turista per caso, è diventato sinonimo di "viaggi fai da te".
L'idea originaria era quella di proporre ad amici seduti in salotto i filmini delle proprie vacanze, presentando con occhio critico ma assolutamente originale un modo alternativo di vedere il mondo, le sue bellezze e le sue particolarità, evidenziandone di volta in volta aspetti magari inediti o poco noti.
Nel procedere degli anni la trasmissione ha preso sempre di più la forma di un reportage alternativo e ironico che propone nuove chiavi di lettura per le località visitate.
Col tempo sono nati vari spin-off della trasmissione.

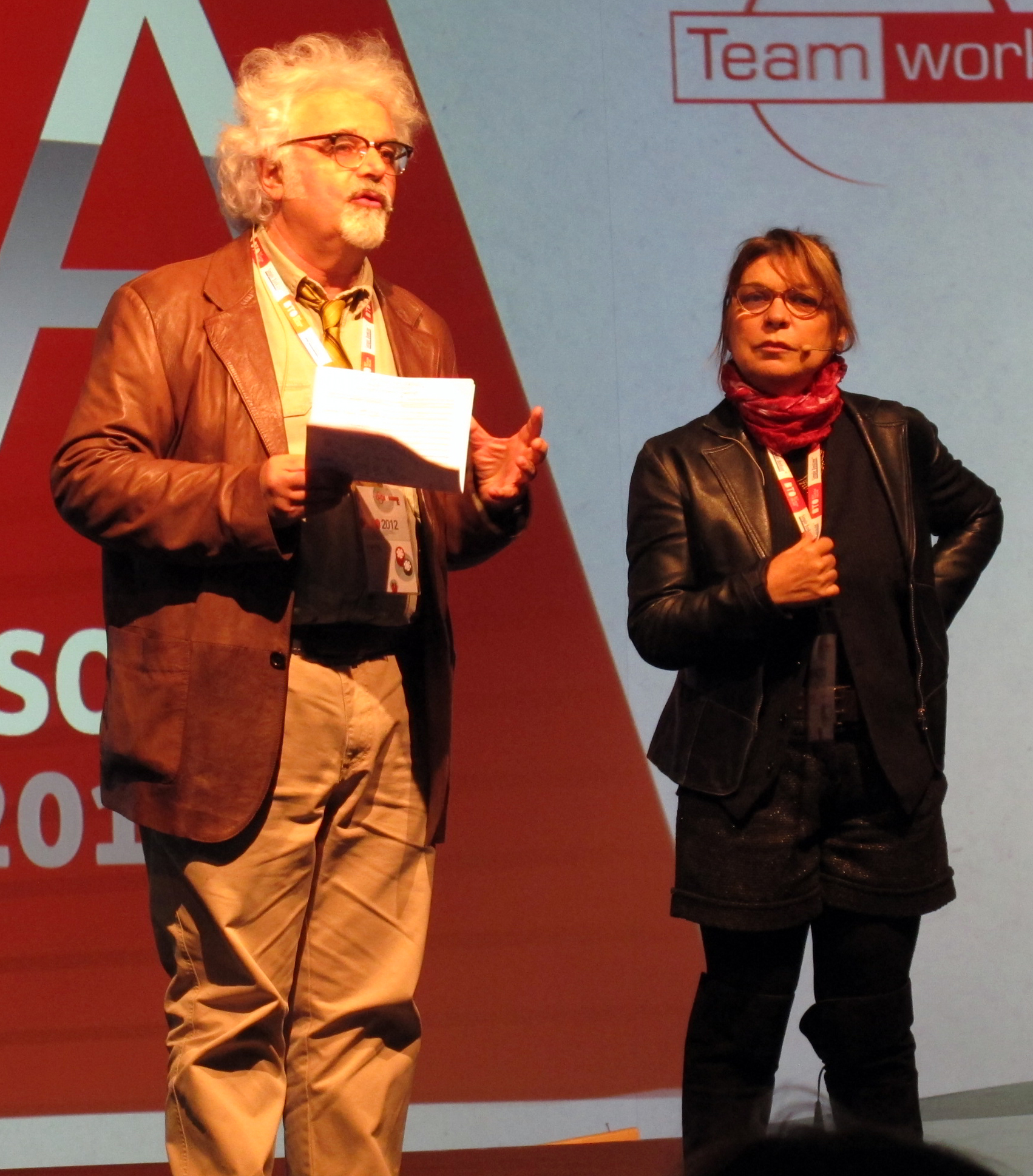
I due "presentatori" del programma Syusy Blady e Patrizio Roversi.

## Paesi visitati
- 1991 - India

1. Di passaggio in India

- 1994 - Cuba

1. L'Avana

- 1994 - Brasile

1. Rio de Janeiro

- 1995 - Egitto

1. Alla ricerca del libro di Toth
2. Il mistero delle piramidi

- 1996 - Italia (serie Turisti per caso: L'Italia s'è desta); serie atipica di puntate della durata di 50' circa, in cui Patrizio e Syusy invitano gli amici a casa loro per vedere e commentare insieme i filmini delle loro vacanze. Curiosa la sigla iniziale che fonde l'inno nazionale italiano, cui il titolo della trasmissione rimanda, con l'inno internazionale dei lavoratori. In studio ha visto la partecipazione di vari personaggi dello spettacolo loro amici tra cui Bruno Gambarotta, Francesco Salvi, Fabio Fazio, Sveva Sagramola, Piero Angela, Folco Quilici, Giorgio Celli nonché David Riondino (che ha composto e cantato la sigla di coda) e molti altri. Ritrasmesso settimanalmente, da giovedì 4 ottobre 2012 alle 22, da Rai Storia.

1. Il Friuli
2. L'Emilia e il Friuli
3. La Sicilia
4. Lazio e Campania
5. Campania e Puglia, con una breve deviazione per l'Albania
6. Sicilia, Eolie comprese

- 1996 - Marocco

1. Marocchin Express
2. Marocchin Express 2
3. Marocchin Express 3

- 1996 - Turchia

1. Cazzate a babordo
2. Cose turche

- 1996 - New York - USA

1. Ci vuole un fisico bestiale
2. La Maratona di New York
3. New York

- 1997 - Polinesia Francese

1. Da Bora Bora a Puerto Escondido
2. Fino quasi alla fine del mondo
3. Rangiroa - Moorea

- 1997 - Messico

1. Città del Messico
2. Superbarrio
3. Da Palenque a Real de Catorce

- 1998 - Argentina

1. Buenos Aires
2. Patagonia
3. Alla ricerca del milodonte

- 1999 - Giappone

1. Tokyo e Tamagotchi
2. Kyoto e Zen
3. Sushi, geishe e samurai

- 1999 - Italia

1. Cortina d'Ampezzo

- 1999 - Dal Polo all'Equatore

1. Stoccolma
2. Alla ricerca della forchetta di Atlantide
3. Polo - Equatore
4. Così lontani, così vicini
5. Caraibi, le isole del tesoro
6. Crociera alle Granadine
7. Rotta per Santo Domingo
8. Da Santo Domingo a Siviglia
9. Alla ricerca dell'uovo di Colombo

- 2000 - Spagna

1. Preparazione viaggio in Spagna
2. Viaggio in Spagna

- 2000 - Cina

1. Da Cristoforo Colombo a Marco Polo: La duchessa rossa
2. Cina 2000

- 2001 - Nepal e Tibet

1. Nepal Kathmandu
2. Nepal Bhaktapur
3. Sandokan nel parco degli elefanti
4. Il Re del Mondo
5. Il Tetto del Mondo

- 2006 - Africa

1. La nostra Africa: Senegal ed Etiopia (in onda 20-08-06)
2. La nostra Africa: Mali ed Etiopia (in onda 27-08-06)
3. La nostra Africa: Sudafrica e Mali (in onda 03-09-06)
4. La nostra Africa: Sudafrica, Mali e Libia (in onda 10-09-06)
5. La nostra Africa: Emirati arabi (in onda 17-09-07)

## Sito internet
Sulla scia della popolarità della trasmissione televisiva, nel 1999 Syusy Blady e Patrizio Roversi creano con la collaborazione di Martino Ragusa il sito web Turistipercaso.it, concepito come una community e un collettore delle esperienze di viaggio dei suoi lettori-viaggiatori. Citato spesso come case history nell'ambito della comunicazione turistica, Turistipercaso.it è fra i primissimi esempi italiani di web 2.0. Ad oggi raccoglie oltre 30.000 itinerari di viaggio e 150.000 fotografie. Il sito ha vinto per 3 volte il Premio WWW del Sole 24 Ore (2003, 2005, 2007) e per 7 volte il premio Macchianera Award come miglior sito di viaggi italiano dell'anno (edizioni 2011, 2012, 2013, 2014, 2015, 2017 e 2018). La Community rappresenta nel suo insieme una importante influencer sul viaggio in Italia e i fondatori, Syusy e Patrizio, mantengono un ruolo attivo. Dal 2019 il sito è proprietà del gruppo editoriale Valica.

## Rivista
Il 30 dicembre 2008 è iniziata anche la pubblicazione di una rivista mensile ispirata alla trasmissione, Turisti per caso magazine, edita da Edizioni Master. Il progetto editoriale è durato fino al 2019. Dal 2020 è in edicola un nuovo progetto editoriale, la rivista Turisti per caso Slow Tour, edita da Sprea Editori. 